# Nature Biotechnology
Nature Biotechnology è una rivista scientifica mensile sottoposta a revisione paritaria e pubblicata da Nature Portfolio. La direttrice responsabile è Barbara Cheifet, a capo di un team interno di redattori.
La rivista si occupa principalmente di biotecnologia, compresi i risultati della ricerca e il settore commerciale di questo campo. La rivista copre gli articoli relativi alle scienze biologiche, biomediche, agricole e ambientali. Si interessano anche delle influenze commerciali, politiche, legali e sociali che interessano questo campo.
Dal 1983 al 1996 il periodico si è chiamato Bio/Technology.

## Indicizzazione
Gli articoli sono indicizzati dai seguenti database bibliografici:
- BIOBASE;
- BIOSIS;
- Chemical Abstracts Service;
- CSA Illumina;
- CAB Abstracts;
- EMBASE;
- Scopus
- Current Contents
- Science Citation Index;
- Medline (PubMed).